# برم مرغابي (مقاطعة تشرام)
برم مرغابي (بالفارسية: برم مرغابی) هي قرية تقع في قسم الغتشين الريفي (مقاطعة تشرام) في إيران.